# برنارد كوبمان
برنارد أوسجود كوبمان (19 يناير 1900-18 أغسطس 1981) هو عالم رياضيات أمريكي فرنسي المولد، اشتهر بعمله في نظرية إرجوديك وأسس الاحتمالات والنظرية الإحصائية وبحوث العمليات.